# Aristotelis Valaoritis

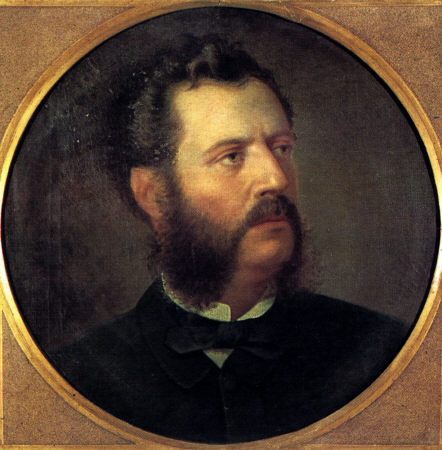
Aristotelis Valaoritis

Aristotelis Valaoritis (Grieks: Αριστοτέλης Βαλαωρίτης) (Lefkada, 1824 - aldaar, 1879) was een Grieks dichter, jurist en politicus. Hij is tevens de overgrootvader van Nanos Valaoritis, jurist en classicus en een van de bekendste moderne Griekse schrijvers (poëzie, proza en toneelstukken).
De belangrijkste werken van Valaoritis zijn: Stichourgimata, Mnemosina (een uniek Grieks genre dat zich het best laat omschrijven als herdenkingsgedichten), Kira Frosini, Athanasios Diakos, O Fotinos en Astrapogiannos. O Fotinos (ook wel Der Helle in het Duits, of Old Man Fotinos in het Engels), is een bekend gedicht van zijn hand over de Voukentra-opstand in 1357 op Lefkada tegen de Venetiaanse overheersing dat hij nimmer wist af te ronden. O Fotinos werd in 1891 postuum gepubliceerd.
In het Griekse taalgebied zijn veel werken van nationale dichters door de eeuwen heen op muziek gezet waardoor zij natuurlijkerwijs onderdeel zijn gaan uitmaken van het dagelijkse leven en de cultuur van de Grieken, en waardoor gedachtegoed zich razendsnel kon verspreiden binnen de Griekse diaspora. Gedichten als I Agrambelli zijn dan ook bijvoorbeeld door componist en dirigent Mikis Theodorakis op muziek gezet en uitgevoerd door de beroemde Griekse zangeres Maria Farandouri. O Fotinos is op  muziek gezet door de (opera)componist Dionysios Grapsas.

## Biografie
Aristotelis Valaoritis werd geboren op het eiland Lefkada in 1824. Zijn vader was een Griek afkomstig uit Epiraeus. Valaoritis volgde onderwijs op twee van de zeven Ionische Eilanden (Heptanisa), te weten Lefkada en Corfu (Kerkyra). Vervolgens vertrok hij naar Parijs, Genève en Pisa (1842 - 1848) voor een studie Rechten. Een niet ongebruikelijke studiekeuze destijds voor een jongeman uit een gegoede familie (zie Dionysios Solomos, de andere nationale dichter van Griekenland, welke eveneens afkomstig is van de Ionische Eilanden en eveneens een studie Rechten afrondde). Deze bijzondere combinatie van studieplekken vormt een directe reflectie van de geschiedenis van de Ionische Eilanden. Voor de napoleontische oorlogen waren de Ionische Eilanden namelijk een onderdeel van de Republiek Venetië. Toen de Venetiaanse Republiek in 1797 met de Vrede van Campo Formio werd opgeheven kwamen de eilanden aan Frankrijk.
De schrijver Valaoritis werkte nimmer als advocaat daar hij zich al jong compleet toelegde op het schrijven van poëzie en geschiedkundige werken met een sterk nationalistische inslag. Het merendeel van zijn bestaan was hij woonachtig op het kleine griekse eiland Madouri, nabij Lefkada, dat aan zijn vooraanstaande familie toebehoorde.
Op zijn 25e huwde hij Eloisa De Tipaldo, dochter van de Venetiaanse jurist, biograaf en schrijver, die ook bestuurlijk actief was, Emilio Amedeo De Tipaldo (Corfu, 1795 - 1878). Valaoritis en De Tipaldo kregen slechts een kind samen, de jurist, politicus en schrijver Ioannis Valaoritis. De jongere Valaoritis wiens koosnaam Nanos was werd (assistent-)Directeur van de Nationale Bank van Griekenland (1893-1914) en huwde prinses Zoë (Constantine) Mourouzis van Moldavië en Walachije.

## Taalgebruik en thematiek
Het overwegend patriottische werk van Valaoritis wordt gekenmerkt door opvallend eenvoudig taalgebruik dat dicht ligt bij de taal van alledag. Een bijzonderheid in een taalgebied waarin schrijvers en dichters zich door de eeuwen heen veelal bedienden van de diverse schrijf, puristische en literaire varianten van het Grieks. Zijn belangrijkste thema was de onafhankelijkheidsstrijd van het griekse volk door de eeuwen heen en de latere Griekse Onafhankelijkheidsoorlog (1821). Door velen wordt Valaoritis beschouwd als een van de eerste nationale dichters van het moderne Griekenland.

## Politieke activiteiten
Valaorits voegde de daad bij het revolutionaire woord door ook zelf politiek actief te zijn. Zo had hij sinds 1854 onder meer een zetel in het in 1817 ontstane Parlement van de Verenigde Staten van de Ionische Eilanden. Toen zijn droom werkelijkheid werd en de Ionische Eilanden zich in 1864 hadden aangesloten bij het Moderne Griekenland verhuisde Valaoritis naar Athene om een zetel in het nationale Griekse Parlement in te nemen namens deze eilandengroep. De maidenspeech van deze begenadigde, radicale en bovenal poetische orator zorgde voor een golf van nationalistische trots op de Ionische Eilanden en in het toenmalige Griekenland. Later in zijn leven streefde Valaoritis actief de vereniging van Epiraeus, waar de roots van zijn vader lagen, met het moderne Griekenland na -hetgeen overigens pas realiteit werd volgend op de zogenaamde Balkan oorlogen. In 1869, na de mislukte Revolutie op Kreta, ging Valaoritis met pensioen als politicus.

## Graf
Valaoritis ligt begraven in de tuin van de Tempel van de Heilige Pantokrator op Lefkas (voormalig eigendom van de familie Valaoritis).

## Bijzonderheden
In 1979 werd er in Griekenland een postzegel uitgebracht met de afbeelding van Aristotelis Valaoritis erop. Er zijn in Griekenland op diverse locaties standbeelden opgericht voor deze nationale dichter. De bekendste bevinden zich op de Ionische Eilanden (Lefkas) en bij het Grieks Parlement.

### Gedichten
- Ι Kira Frosini, Η Κυρά Φροσύνη (1859)
- Athanasios Diakos, Αθανάσιος Διάκος (1867)
- Thanasis Bagias, Θανάσης Βάγιας (1867)
- Astropagiannos, Αστραπόγιαννος (1867)
- O andrias tou aoidimou Grigoriou tou E, Ο ανδριάς του αοιδίμου Γρηγορίου του Ε (1872)
- O Fotinos, Ο Φωτεινός (ca. 1879 verscheen in 1891)

### Verzameld werk
- Stichourgimata, Στιχουργήματα,  Versificaties (1847)
- Mnemosina, Μνημόσυνα, Memorialen (1857)

### Varia
- Poiemata, Ποιήματα, Gedichten(1891)
- Erga, Εργα, Werken (1893)
- Vios kai erga, Βίος και έργα, Leven en werk (1907)
- Poiemata anekdota, Ποιήματα ανέκδοτα, Anekdotische gedichten(1937)
- Ta Apanta, Τα Άπαντα (1968)

- Bibsys: 98032818
- Bibliothèque nationale de France: cb12547727s (data)
- Gemeinsame Normdatei: 101344437X
- International Standard Name Identifier: 0000 0001 2143 2505
- Library of Congress Control Number: n82052912
- MusicBrainz: dbdbcea7-0548-4a66-bfa4-ef2e1e72ffe9
- Nationale Bibliotheek van Tsjechië: mub20231193596
- Nationale bibliotheek van Australië: 35519722
- Nationale Bibliotheek van Israël: 987007276721105171
- Nationale en Universitaire bibliotheek Zagreb: 000752394
- Nederlandse Thesaurus van Auteursnamen: 072820411
- Réseau des bibliothèques de Suisse occidentale: 02-A021743436
- LIBRIS: 345363
- Système universitaire de documentation: 03446624X
- Trove: 982538
- Virtual International Authority File: 90636884
- WorldCat: E39PBJjMBJrHWYWgtvbcCxM9Dq